# Deutsche Gesellschaft für Pathologie
Die Deutsche Gesellschaft für Pathologie e. V. (DGP) ist eine gemeinnützige medizinische Fachgesellschaft für Pathologie. Sie wurde am 20. September 1897 unter dem Vorsitz des ersten Präsidenten, Rudolf Virchow, als Deutsche Pathologische Gesellschaft in Braunschweig gegründet. Der Gründungsname wurde 1948 anlässlich der 32. Tagung in Dortmund geändert. Die Gesellschaft hat ihren Sitz und eine eigene Geschäftsstelle in Berlin.

## Geschichte
Aus der Deutschen Akademie der Naturforscher Leopoldina ging 1822 die Gesellschaft Deutscher Naturforscher und Ärzte hervor. Sie bildete ihrerseits den Ausgangspunkt weiterer Gesellschaften – beispielsweise der Deutschen Gesellschaft für Chirurgie (1872), der Deutschen Gesellschaft für Innere Medizin (1882) sowie der Deutschen Gesellschaft für Pathologie (1897). In der Gesellschaft Deutscher Naturforscher und Ärzte existierte seit 1868 eine Sektion für vergleichende Anatomie und Pathologie und seit 1872 eine Sektion für Allgemeine Pathologie und Pathologische Anatomie, welche 1913 aufgelöst wurde.
Die Deutsche Gesellschaft für Pathologie hat seit 1897 mehrmals politisch schwierige Zeiten, so auch die beiden Weltkriege überstanden. Es wurden regelmäßig Jahrestagungen durchgeführt mit Ausnahme der Jahre 1915–1920, 1939–1943 und 1945–1948. Die Gesellschaft zählte bei ihrer Gründung 41 Mitglieder; heute sind es 1050, darunter acht Ehrenmitglieder. Unternehmen, Organisationen und Einzelpersonen können Fördermitglieder der DGP werden.

## Aufgaben und Ziele
Die Gesellschaft strebt an, die wissenschaftlichen Belange der Pathologie im weitesten Umfang zu fördern, der Erforschung und Abwehr von Krankheiten zu dienen und die Pathologie in ihrer zentralen Bedeutung innerhalb der gesamten Medizin weiterzuentwickeln. Hierzu führt sie wissenschaftliche Veranstaltungen durch, veröffentlicht Stellungnahmen zum Beispiel zu den aktuellen Verhandlungen des Gemeinsamen Bundesausschusses (G-BA) oder Untersuchungen des Instituts für Qualitätssicherung und Wirtschaftlichkeit im Gesundheitswesen (IQWiG). Die DGP beteiligt sich auch intensiv an der Erarbeitung und Aktualisierung medizinischer Leitlinien, vor allem im Rahmen der Arbeitsgemeinschaft medizinisch-wissenschaftlicher Fachgesellschaften (AWMF) sowie der Deutschen Krebsgesellschaft (DKG) und auch zusammen mit dem Bundesverband Deutscher Pathologen (BDP), dem fachspezifischen Berufsverband. Die Schwesterverbände haben außerdem im Februar 2016 zusammen die Qualitätssicherungs-Initiative Pathologie QuIP GmbH gegründet, die vorher schon als gemeinsame GbR existierte. Sie entwirft und bietet Ringversuche zur Qualitätssicherung für Pathologien an. Schließlich arbeiten von der DGP mandatierte Experten auch in Gremien anderer Organisationen mit, beispielsweise in den Zertifizierungskommissionen der Deutschen Krebsgesellschaft (DKG), in den Fachkollegien der Deutschen Forschungsgemeinschaft (DFG), der Gendiagnostik-Kommission, der European Society of Pathology (ESP) oder der amerikanischen Association of Molecular Pathology (AMP).

## Organisation
Die Gesellschaft verfügt über zwei Organe: den Vorstand und die Mitgliederversammlung. Der fast ausschließlich ehrenamtlich tätige DGP-Vorstand trifft die für die Gesellschaft wesentlichen Entscheidungen. Er umfasst zwölf bis dreizehn Mitglieder, darunter der Vorsitzende, der stellvertretende Vorsitzende, das geschäftsführende Vorstandsmitglied (sofern die Mitgliederversammlung auf Vorschlag des Vorstandes den hauptamtlichen Generalsekretär hierzu bestellt), der Tagungspräsident, der designierte Tagungspräsident, sieben Beisitzer und ein Nachwuchsmitglied. Alle Vorstandsmitglieder (außer das geschäftsführende Vorstandsmitglied) werden auf zwei Jahre gewählt. Die Mitgliederversammlung kommt laut Satzung mindestens einmal im Jahr zusammen und wählt u. a. den Vorstand. Leiter der Geschäftsstelle ist der Generalsekretär. Er ist für die laufenden Geschäfte und für die Umsetzung der Entscheidungen von Vorstand und Mitgliederversammlung zuständig.

## Arbeitsgemeinschaften
Die 15 Arbeitsgemeinschaften (AGs) der DGP repräsentieren die einzelnen Spezialgebiete der Pathologie, wie z. B. Molekularpathologie, Gastroenteropathologie oder Gynäkopathologie. Hier tauschen sich die Mitglieder zum aktuellen Forschungsstand aus. Die Arbeitsgemeinschaften der DGP sind keine selbständigen Organisationen, sondern ausdifferenzierte Untergruppen der Fachgesellschaft. Sie veranstalten eigene Symposien, Workshops und so genannte Herbsttreffen, in denen, fokussiert auf das jeweilige Spezialgebiet, aktuelle Inhalte diskutiert werden. Außerdem treffen sich die AGs mindestens einmal jährlich auf der Jahrestagung der Deutschen Gesellschaft für Pathologie, die in der Regel in der Woche nach Pfingsten stattfindet, und halten einzelne oder auch gemeinsame Sitzungen ab. Vortrags- und Posterbeiträge zu den Sitzungen können im Vorfeld während des allgemeinen Call-for-Abstracts für die Jahrestagung angemeldet werden. Häufig laden die Sprecher der AGs auch spezifische Gastreferenten ein.

## Auszeichnungen und Preise
Die höchste Auszeichnung der Gesellschaft, die Rudolf-Virchow-Medaille, wurde erstmals 1981 und seither alle zwei Jahre verliehen. Mit der Rudolf-Virchow-Medaille werden satzungsgemäß Personen ausgezeichnet, die sich um die Entwicklung der Pathologie besonders verdient gemacht haben. Sie werden mit der Medaille für ihr Lebenswerk geehrt.
Der Rudolf-Virchow-Preis (DGP) wird seit 1980 jährlich ausgeschrieben und bei Vorliegen preiswürdiger Arbeiten jährlich verliehen. Der Preis wird laut Satzung der Rudolf-Virchow-Stiftung für Pathologie einem Pathologen unter 40 Jahren für eine noch nicht veröffentlichte oder eine nicht länger als ein Jahr vor der Bewerbung publizierte wissenschaftliche Arbeit verliehen. Die Verleihung des Preises erfolgt auf der des laufenden Jahres folgenden Tagung der Deutschen Gesellschaft für Pathologie e. V.
Darüber hinaus vergibt die DGP jährlich Promotions- und Posterpreise sowie in manchen Jahren auch Forschungspreise anlässlich ihrer Jahrestagung. Seit 2012 verleiht die DGP zudem zusammen mit der Novartis Pharma AG den Novartis Preis der DGP. Die Ausschreibung erfolgt alle zwei Jahre. Der Preis wurde zuletzt im Jahre 2022 an Huan-Chang J. Liang (Philadelphia, USA) verliehen, die siebte Verleihung ist für 2024 geplant. Bewerben können sich innovative und grundlagenorientierte oder translationale Forschungsarbeiten, die einem besseren Verständnis von Tumorerkrankungen als Voraussetzung der personalisierten Medizin dienen.[veraltet]

## Publikationen der Gesellschaft
Die Gesellschaft gibt jährlich einen Verhandlungsband mit allen Vorträgen der Jahrestagung heraus. Das offizielle Organ der Gesellschaft ist das zweimonatlich bei Springer Science+Business Media erscheinende Periodikum Der Pathologe. Unregelmäßig äußert sich die Gesellschaft zu Themen, die die Pathologie als Fachgebiet betreffen, z. B. zur „Beteiligung und Unterstützung klinischer Studien und anderer wissenschaftlicher Untersuchungen“ oder zur Durchführung klinischer Obduktionen. Anlässlich der Jahrestagung 2014 in Berlin veranstaltete die Gesellschaft eine Pressekonferenz zum Thema Entzündung und Krebsentstehung.